# Мирослав Димитров
Мирослав Митьов Димиитров е български юрист и университетски преподавател по право. Ръководител е на катедра „Частноправни науки“ в Юридическия факултет на Университета за национално и световно стопанство.

## Биография
Мирослав Митьов Димитров е роден в гр. Троян, на 25 февруари 1962 г. Завършва 114 английска езикова гимназия в София. През 1988 г. завършва право в Софийския университет. След дипломирането си е една година стажант-съдия в Софийски градски съд, а през 1990 г. постъпва като асистент в катедра „Правни науки“ в УНСС. През 1994 г. провежда краткосрочна специализация в Thames Valley University, Лондон. Работил е и като юрисконсулт в държавно дружество (преди 1990 г.), а в месеците юни-октомври 1992 г. е началник на Управление „Правно“ на Министерството на търговията на Република България.
Има публикувани три монографии, както и множество студии и статии в областта на частното право. През 2012 г. защитава докторска дисертация на тема „Договорът за строителство“, в Юридическия факултет на УНСС. Хабилитира се през 2014 г., когато придобива академичната титла „доцент“. Практикуващ адвокат е към Софийска адвокатска колегия и Арбитър към Арбитражния съд при Българска търговско-промишлена палата.
Владее английски, руски и немски език.